# Referendum in Pakistan del 1984
Il referendum in Pakistan del 1984 si svolse il 19 dicembre per approvare la politica di islamizzazione del presidente Muhammad Zia-ul-Haq.
Agli elettori venne chiesto se appoggiassero le proposte di Zia-ul-Haq di emendare diverse leggi in conformità con il Corano e la Sunna, se volevano che questo processo continuasse e se sostenevano l'ideologia islamica del Pakistan. Il referendum servì anche per estendere di cinque anni il mandato presidenziale di Zia-ul-Haq. I risultati ufficiali registrarono il 98,5% dei voti favorevoli, con un'affluenza del 62,2%. Osservatori indipendenti hanno ritenuto invece che la partecipazione degli elettori avesse raggiunto il 30% e hanno notato che ci sono state "irregolarità diffuse".

## Risultati
| Scelta                                  | voti       | %    |
| --------------------------------------- | ---------- | ---- |
| Sì                                      | 21.253.757 | 98,5 |
| No                                      | 316.918    | 1,5  |
| Voti non validi/vuoti                   | 180.226    | –    |
| Totale                                  | 21.750.901 | 100  |
| Elettori registrati/affluenza alle urne | 34.992.425 | 62,2 |
| Fonte: Nohlen et al.                    |            |      |